# Форони, Якопо
Якопо Форони (итал. Jacopo Foroni; 26 июля 1825, Валеджо-суль-Минчо — 8 сентября 1858, Стокгольм) — итальянский композитор и дирижёр.

## Биография
Начал учиться музыке у своего отца Доменико Форони, затем окончил Миланскую консерваторию под руководством Альберто Мадзукато и Плачидо Манданичи. Выступал как пианист, 8 марта 1848 г. поставил в Милане свою первую оперу «Маргарита». После участия в антиавстрийском восстании в том же году (Пять миланских дней) счёл за лучшее уехать из страны и отправился на гастроли по Скандинавии. 22 мая 1849 г. Форони представил в Стокгольме оперу «Кристина, королева Швеции» (итал. Cristina regina di Svezia), в том же году был утверждён директором Стокгольмской оперы и занимал этот пост до конца жизни.
В 1851 г., однако, Форони на некоторое время вернулся в Милан по случаю постановки там 7 октября своей третьей оперы, «Гладиаторы» (итал. I Gladiatori). Четвёртая опера Форони, одноактная инсценировка средневекового фарса «Адвокат Патлен» (швед. Advokaten Pathelin), увидела сцену 4 декабря 1858 г., уже после смерти композитора от холеры. Форони написал также несколько симфонических увертюр, две из которых были исполнены оркестром театра Ла Скала на концерте в Париже по случаю Всемирной выставки 1878 года.
Именем Форони названа улица (итал. Via Jacopo Foroni) в его родном городе.